# Hall of Fame Open 2019 - Qualificazioni singolare
Le qualificazioni del singolare dell'Hall of Fame Open 2019 sono state un torneo di tennis preliminare per accedere alla fase finale della manifestazione. I vincitori dell'ultimo turno sono entrati di diritto nel tabellone principale. In caso di ritiro di uno o più giocatori aventi diritto a questi sono subentrati i lucky loser, ossia i giocatori che hanno perso nell'ultimo turno ma che avevano una classifica più alta rispetto agli altri partecipanti che avevano comunque perso nel turno finale.

## Teste di serie
1. Bjorn Fratangelo (ultimo turno)
2. Alex Bolt (qualificato)
3. Ramkumar Ramanathan (qualificato)
4. Tatsuma Itō (primo turno)

1. Quentin Halys (primo turno)
2. Viktor Troicki (qualificato)
3. Noah Rubin (ultimo turno)
4. Mitchell Krueger (primo turno)

## Qualificati
1. Viktor Troicki
2. Alex Bolt

1. Ramkumar Ramanathan
2. Tim Smyczek

## Tabellone

### Legenda
| - Q = Qualificato - WC = Wild card - LL = Lucky loser | - ALT = Alternate - SE = Special Exempt - PR = Protected Ranking | - w/o = Walkover - r = Ritirato - d = Squalificato |

### Sezione 1
|  | Primo turno | Primo turno          | Primo turno          | Primo turno | Primo turno |  |  | Ultimo turno | Ultimo turno     | Ultimo turno     | Ultimo turno | Ultimo turno |  |
|  |             |                      |                      |             |             |  |  |              |                  |                  |              |              |  |
|  | 1           | Bjorn Fratangelo     | Bjorn Fratangelo     | 6           | 6           |  |  |              |                  |                  |              |              |  |
|  |             | Thai-Son Kwiatkowski | Thai-Son Kwiatkowski | 1           | 4           |  |  | 1            | Bjorn Fratangelo | Bjorn Fratangelo | 2            | 3            |  |
|  | WC          | Karl Poling          | Karl Poling          | 1           | 4           |  |  | 6            | Viktor Troicki   | Viktor Troicki   | 6            | 6            |  |
|  | 6           | Viktor Troicki       | Viktor Troicki       | 6           | 6           |  |  |              |                  |                  |              |              |  |

### Sezione 2
|  | Primo turno | Primo turno        | Primo turno        | Primo turno | Primo turno |  |  | Ultimo turno | Ultimo turno | Ultimo turno | Ultimo turno | Ultimo turno |  |
|  |             |                    |                    |             |             |  |  |              |              |              |              |              |  |
|  | 2           | Alex Bolt          | Alex Bolt          | 6           | 6           |  |  |              |              |              |              |              |  |
|  |             | Evgenij Karlovskij | Evgenij Karlovskij | 2           | 2           |  |  | 2            | Alex Bolt    | Alex Bolt    | 6            | 6            |  |
|  | PR          | Amir Weintraub     | Amir Weintraub     | 1           | 1           |  |  | 7            | Noah Rubin   | Noah Rubin   | 3            | 4            |  |
|  | 7           | Noah Rubin         | Noah Rubin         | 6           | 6           |  |  |              |              |              |              |              |  |

### Sezione 3
|  | Primo turno | Primo turno         | Primo turno         | Primo turno | Primo turno |  |  | Ultimo turno | Ultimo turno        | Ultimo turno | Ultimo turno | Ultimo turno |  |
|  |             |                     |                     |             |             |  |  |              |                     |              |              |              |  |
|  | 3           | Ramkumar Ramanathan | Ramkumar Ramanathan | 7           | 6           |  |  |              |                     |              |              |              |  |
|  | WC          | Maxime Cressy       | Maxime Cressy       | 65          | 3           |  |  | 3            | Ramkumar Ramanathan | 6            | 6            | 6            |  |
|  |             | Yūichi Sugita       | Yūichi Sugita       | 7           | 6           |  |  |              | Yūichi Sugita       | 4            | 7            | 3            |  |
|  | 5           | Quentin Halys       | Quentin Halys       | 5           | 4           |  |  |              |                     |              |              |              |  |

### Sezione 4
|  | Primo turno | Primo turno        | Primo turno      | Primo turno | Primo turno |  |  | Ultimo turno | Ultimo turno       | Ultimo turno | Ultimo turno | Ultimo turno |  |
|  |             |                    |                  |             |             |  |  |              |                    |              |              |              |  |
|  | 4           | Tatsuma Itō        | 2                | 6           | 3           |  |  |              |                    |              |              |              |  |
|  |             | John-Patrick Smith | 6                | 3           | 6           |  |  |              | John-Patrick Smith | 4            | 6            | 2            |  |
|  |             | Tim Smyczek        | Tim Smyczek      | 6           | 6           |  |  |              | Tim Smyczek        | 6            | 3            | 6            |  |
|  | 8           | Mitchell Krueger   | Mitchell Krueger | 3           | 1           |  |  |              |                    |              |              |              |  |